# دانيال إليس
دانيال إليس (بالإنجليزية: Daniel Ellis)‏ (18 نوفمبر 1988 في المملكة المتحدة - ) هو لاعب كرة قدم بريطاني في مركز الهجوم. لعب مع ستوكبورت كونتي وDroylsden F.C. ‏.

## وصلات خارجية
- دانيال إليس على موقع قاعدة بيانات كرة القدم.إي يو (الإنجليزية)
- دانيال إليس على موقع Soccerbase.com (لاعب) (الإنجليزية)